# 王益之
王益之，字行甫，金华人，尝官大理司直，南宋史学家。

## 生平
王益之自幼好读《史记》、《汉书》，精通两汉史事与制度。后览荀悦《汉纪》及司马光《资治通鉴》，以为二书所叙汉代史事虽称完备，然于制度人事仍有阙略，遂重订体例，自撰《西汉年纪》三十卷。另作《考异》十卷，辨史传抵牾；《鉴论》若干卷，论历史得失。
其它著述有《汉官总录》十卷、《职源》五十卷，惜皆散佚。见存文章有《分水县行乡饮酒记》。

### 引用
1. ↑  马端临. .

### 书目
《四库全书总目》卷四七《史部三》